# Paul Keysers
Paul Keysers (Turnhout, 1958) is een Belgisch auteur, redacteur en journalist.

## Levensloop
Keysers doorliep zijn secundair onderwijs aan het Klein Seminarie te Hoogstraten, vervolgens studeerde hij politieke en sociale wetenschappen te Antwerpen.
In maart 1996 werd hij voorgedragen als hoofdredacteur van De Nieuwe Gazet in opvolging van Raymond De Craecker. Zijn benoeming stuitte echter op een veto van de 'Stichting De Nieuwe Gazet', samengesteld uit prominente Antwerpse liberalen, omwille van klachten door Wivina Demeester en Ward Beysen. Hij werd opgevolgd als hoofdredacteur van De Nieuwe Gazet door Peter Verbruggen.
In 1996 was Keysers eindredacteur en presentator van het programma Breekijzer op VT4. In dit programma hielp hij gedupeerden tegen bedrijven en de overheid. Dit leidde tot verschillende processen vanwege deze bedrijven.
Van 2003 tot 2004 was hij algemeen hoofdredacteur van de mannenbladen Menzo en Maxim bij uitgeverij Meta Media.